# Енгелхард VIII фон Вайнсберг
Енгелхард VIII фон Вайнсберг (на немски: Engelhard VIII von Weinsberg; * ок. 1360; † 1 октомври 1417 в замък Харденбург) е граф на Вайнсберг.
Той е син на граф Енгелхард VII фон Вайнсберг († 1377) и съпругата му Хедвиг фон Ербах-Ербах († сл. 1345), дъщеря на Конрад IV (III), Шенк фон Ербах († 1363) и Ида фон Щайнах († сл. 1365). Брат му Конрад е архиепископ и курфюрст на Майнц († 19 октомври 1396).
Енгелхард VIII е фогт в Швабия, Елзас и в Брайзгау. Той също е съветник на пфалцграфовете Рупрехт II (1325 – 1398) и Рупрехт III (1352 – 1410), бъдещият крал, и след избора му става имперски дворцов съдия.
Енгелхард VIII дарява парцел на доминиканската църква във Вимпфен.

## Фамилия
Енгелхард VIII се жени през август 1367 г. за графиня Анна фон Лайнинген-Хартенбург (* 1347 в Харденбург; † 22 февруари 1413/1415), дъщеря на граф Емих VI фон Лайнинген-Хартенбург († 1381) и първата му съпруга Луитгард (Лукард) фон Фалкенщайн († 1354/1362). Те имат децата:.
- Маргарета (1385 – 1432), омъжена пр. 1413 г. за граф Хайнрих VI (IX) фон Хонщайн-Келбра (1379 – 1450)
- Ита († сл. 24 април 1396), омъжена пр. 2 юни 1395 г. за Фридрих IV фон Валзе, маршал на Австрия († сл. 9 март 1408)
- Елизабет († 5 ноември 1407 – 22 март 1415), омъжена пр. 30 ноември 1398 г. за ландграф Йохан фон Лойхтенберг († 2 декември 1407)
- Амелия († 1410), омъжена за Томас фон Фалкенщайн, ландграф в Зизгау, майор на Фрайбург († сл. 1425/1482)
- Агнес († 1474), омъжена 1405 г. за граф Фридрих I фон Хелфенщайн († 20 август 1438)
- Доротея († сл. 1410)
- Конрад IX (VII) (ок. 1370 – 18 януари 1448), господар на Вайнсберг, женен I. 1396 г. за Анна фон Хоенлое († 1 юни 1434), II. 1434 г. за Анна фон Хенеберг (1421 – 1455)
- Филип († 1404)